# دراق مبلط
الدُّراق المُبلَّط أو كعب الغزال أو الفلطح أو الطرفح (الاسم العلمي: Prunus persica f. compressa) هو نوع من جنس الخوخ، وهي شبيهة بفاكهة الخوخ لكنها مسطحة الشكل، نشأت من طفرة لفاكهة الخوخ وذلك بالصين. ثم انتقلت إلى الولايات المتحدة في عام 1869. يزرع الدُّراق المُبلَّط بشكل رئيسي في المناطق المعتدلة، وتحتاج لنفس التربة التي تحتاجها فاكهتي الخوخ والنكتارين.

## القيمة الغذائية
لا تختلف قيمة فاكهة كعب الغزال الغذائية عن القيمة الغذائية للخوخ العادي، إذ يحتوي كل 100 غرام من الخوخ على:
| السعرات الحرارية | 39 سعرة حرارية |
| ---------------- | -------------- |
| الماء            | 88.9 غرام      |
| البروتينات       | 0.91 غرام      |
| الألياف الغذائية | 1.5 غرام       |
| الكالسيوم        | 6 ملليغرام     |
| المغنيسيوم       | 9 ملليغرام     |
| الحديد           | 0.25 ملليغرام  |
| الفسفور          | 20 ملليغرام    |
| البوتاسيوم       | 190 ملليغرام   |
| الزنك            | 0.17 ملليغرام  |
| فيتامين أ        | 326 وحدة دولية |
| فيتامين ب6       | 0.03 ملليغرام  |
| فيتامين ج        | 6.6 ملليغرام   |

## فوائد فاكهة
إليك قائمة بأهم الفوائد المحتملة للخوخ بأنواعه المختلفة، بما في ذلك فاكهة كعب الغزال :
1. تحسين صحة القلب والشرايين : توصف ثمار الخوخ بأنواعها المختلفة أنها من حسلة أي لها نواة، والفواكه التي تنتمي لهذه العائلة تحديدًا تحتوي على مزيج مميز من العناصر الغذائية قد يكون فعالًا في محاربة متلازمة الأيض، ومن الجدير بالذكر التنويه إلى أن متلازمة الأيض المذكورة قد تسبب اضطراب في مجموعة من المؤشرات الهامة لصحة جهاز الدوران.
2. تقوية العظام : يحتوي خوخ كعب الغزال على كمية جيدة من البوتاسيوم، وهو معدن هام لصحة العظام، إذ يساعد البوتاسيوم على الحفاظ على كثافة العظام وخفض فرص تعرضها للكسور، لذا فإن تناول الخوخ بانتظام قد يكون خيارًا جيدًا لتحسين صحة العظام وتقويتها.
3. تحسين صحة ومظهر البشرة : يعتبر خوخ كعب الغزال، مصدرًا جيدًا لمجموعة من الفِطَمِنَات المفيدة للبشرة، خاصة فطمن أ، وفطمن ج، حيث تساعد الفطمنات المذكورة آنفًا، بالإضافة لمجموعة من العناصر الغذائية الأخرى الموجودة في الخوخ على تحسين صحة البشرة.
4. كما ان للخوخ فوائد أخري مثل تحسين صحة الحامل وأمداد الجنين بمختلف العناصر الغذائية تحسين الهضم والجهاز العصبي والحد من التوتر

## أضرار ومحاذير
قد يتسبب تناول فاكهة كعب الغزال أو الخوخ العادي بأضرار معينة لبعض الفئات، مثل:
- رد فعل تحسسي: يظهر غالبًا على هيئة تورم في: الحلق، أو اللسان، أو الشفاه.
- اضطرابات هضمية: قد تظهر لدى الأشخاص المصابين بأمراض في الجهاز الهضمي تحتم عليهم اتباع حمية غذائية معينة، مثل الأمراض الآتية: مرض كرون، وداء الأمعاء الالتهابي.
- تعريض الجسم لجرعة من المبيدات الحشرية: إذ يتم تصنيف فاكهة الخوخ وكعب الغزال على أنها من الفواكه التي قد تتعرض لكميات كبيرة من المبيدات الحشرية أثناء فترة زراعتها.
- التسمم الغذائي: فعلى الرغم من أن هذه البذور قابلة للأكل، إلا أنها تحتوي على بعض المواد التي قد تسبب التسمم في بعض الحالات.

## معرِض الصور

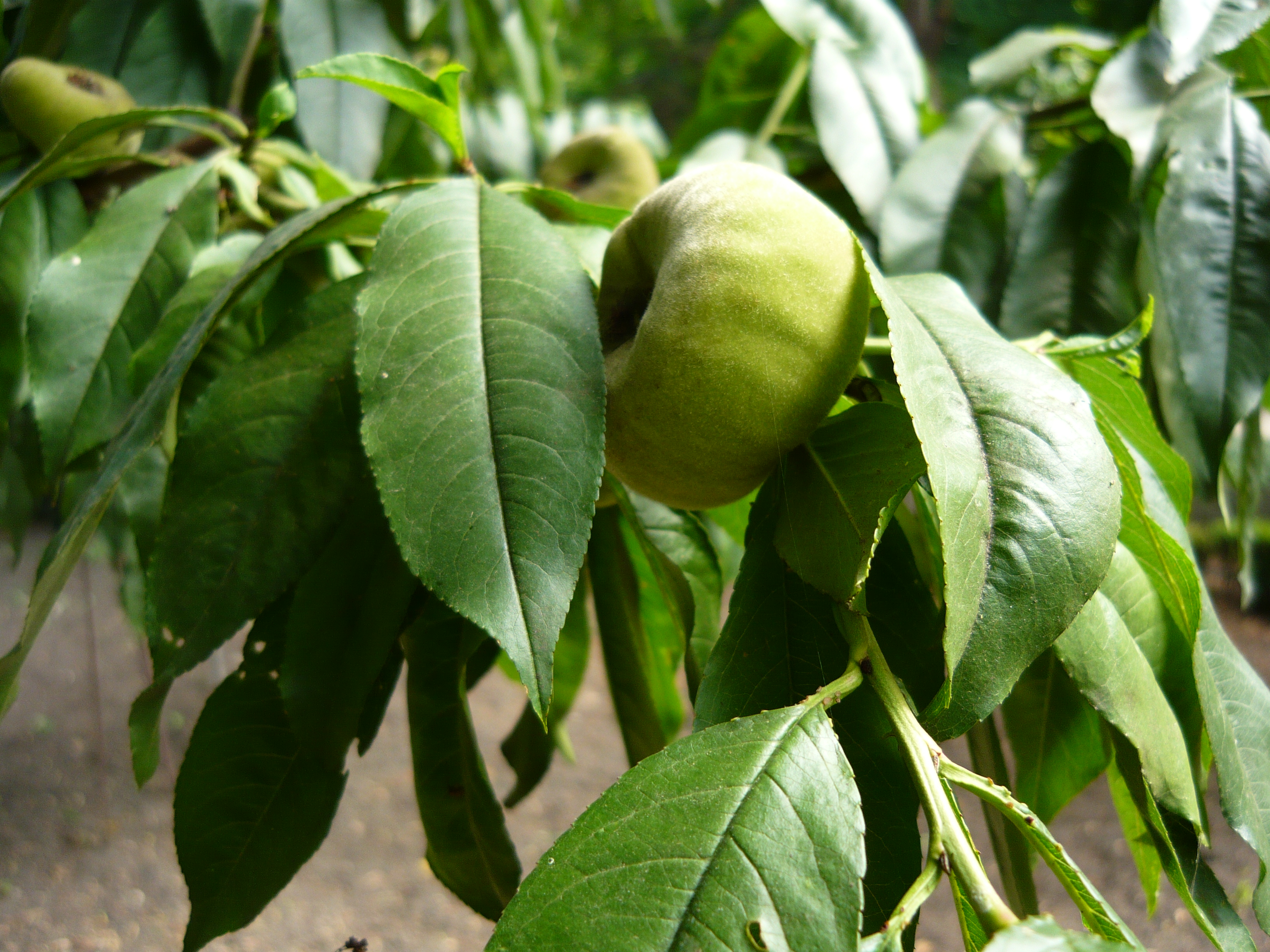
ثمرة قبل نضجها
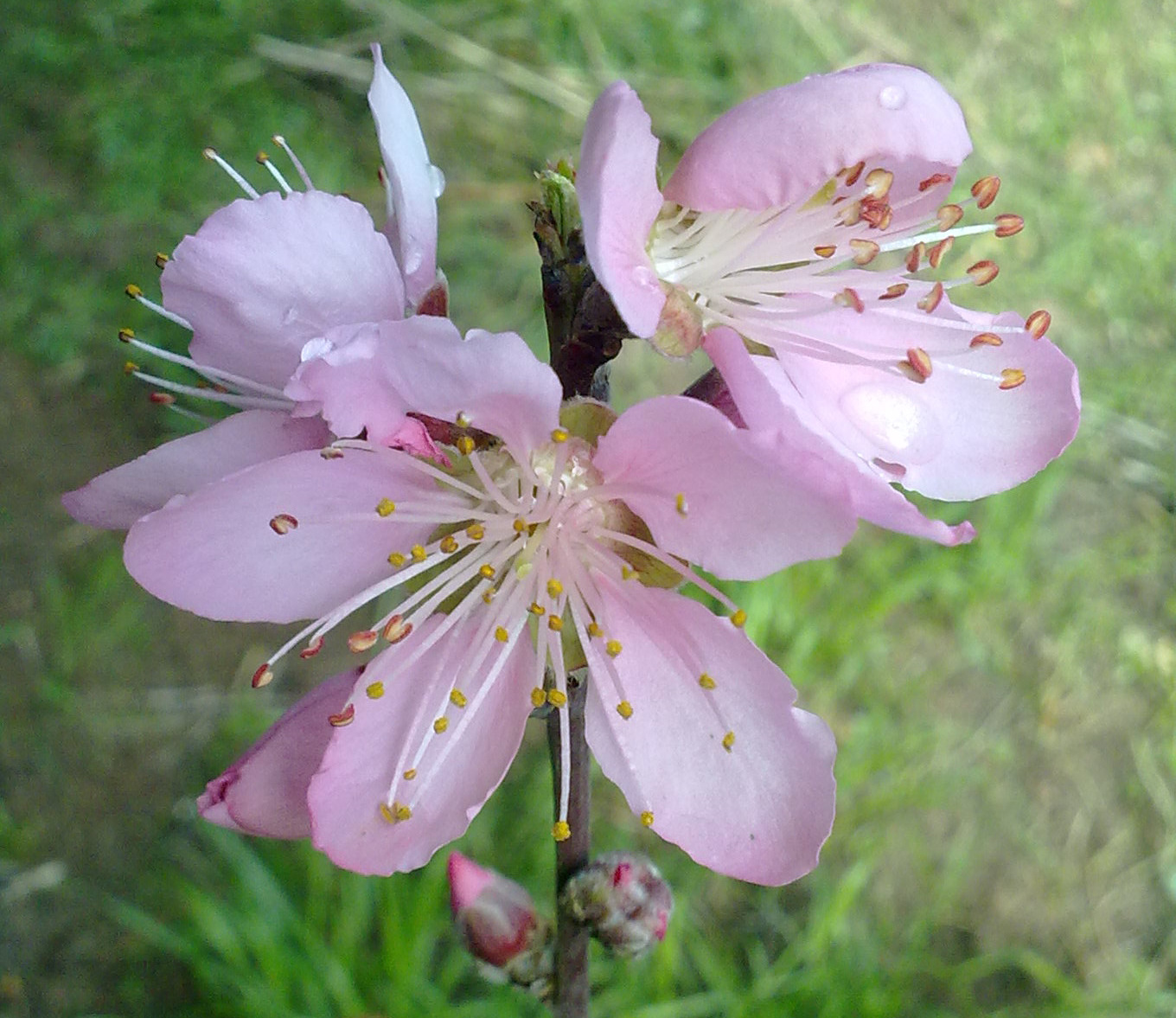
زهرة شجرة الدراق المبلط
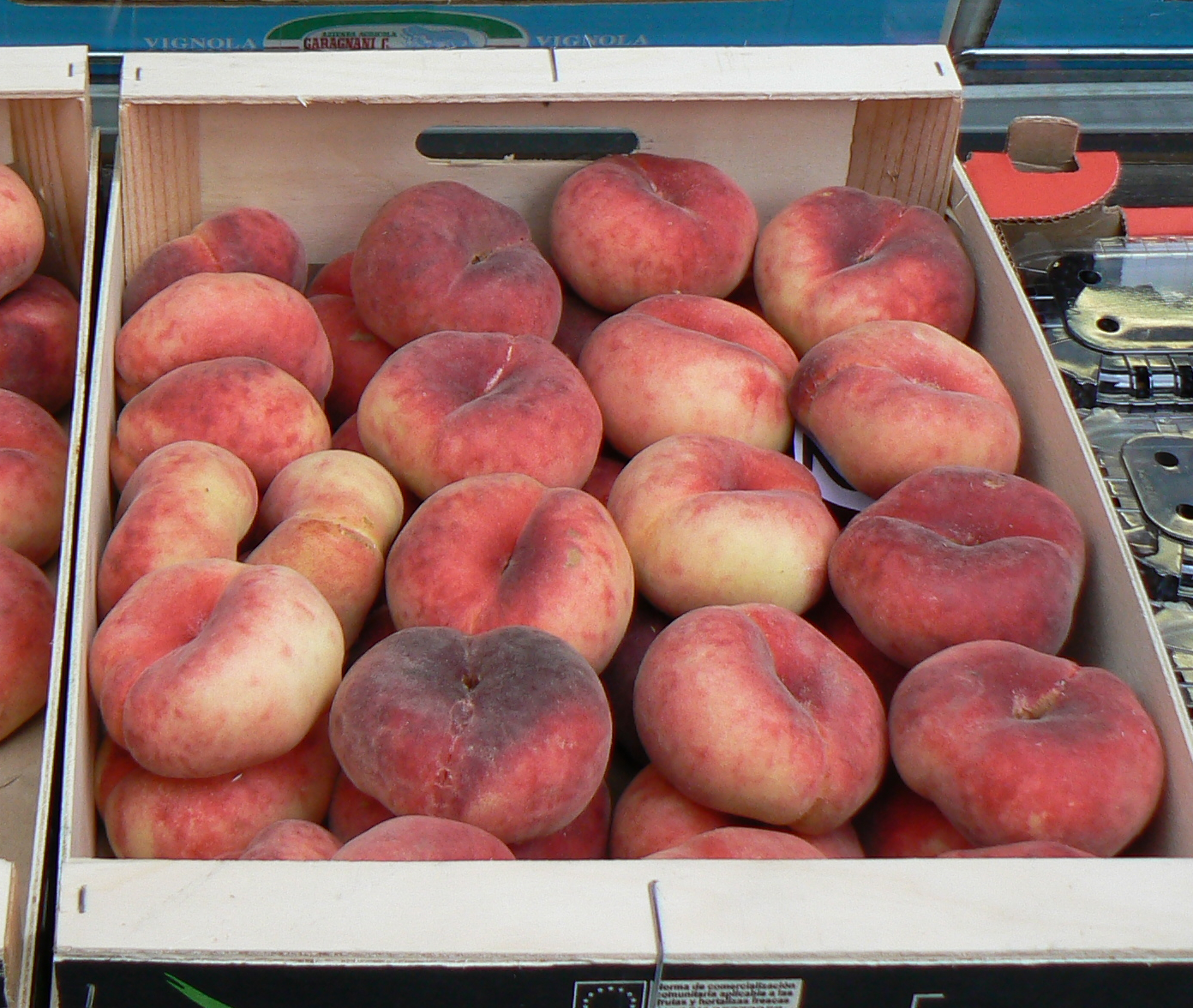
صندوق ثمار
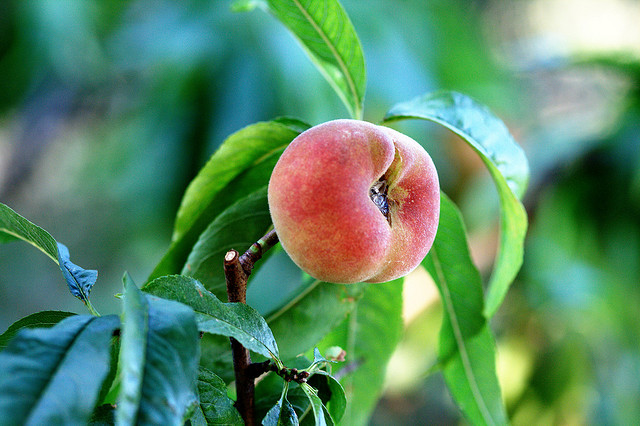
ثمرة قاربت النضج